# Watertoren (Doetinchem)
De watertoren in Doetinchem werd gebouwd in 1938 en ligt aan de Oude Terborgseweg.
De watertoren heeft een hoogte van 40,6 meter en is ontworpen door architect G.J. Postel Hzn. De toren heeft twee waterreservoirs met een opslagcapaciteit van elk 180 m³. De betonnen draagconstructie van de toren is omhuld door bakstenen.
In 2009 werd de watertoren verkocht aan een particulier. In 2025 bestaan er plannen voor conferentie- en vergaderruimtes in de toren.